# Bérrio (caravela)

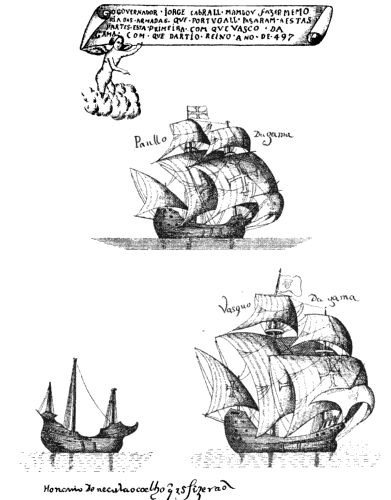
"São Gabriel", "São Rafael" e "Bérrio" c. de 1558. Ilustração do "Roteiro da viagem" de Álvaro Velho

Bérrio foi uma das embarcações da expedição de Vasco da Gama que descobriu o caminho marítimo para a Índia.
Chamou-se assim por ter sido vendida ao Rei D. Manuel I, para fazer parte da frota da Índia, pelo seu proprietário, D. Manuel de Bérrio, natural de Lagos, que a aparelhou por ser conceituado piloto na época.

## No caminho da Índia
Era uma caravela latina - envergava velas triangulares que lhe permitiam bolinar melhor - robusta e veloz, com 30 metros de comprimento, três mastros e 50 toneis de porte (1 tonel igual a cerca de 1.000 litros), equivalente a cerca de 50 toneladas.
A Bérrio partiu de Lisboa a 8 de Julho de 1497, juntamente com as naus -embarcações que utilizavam pano redondo - São Gabriel e São Rafael,  cada uma com 90 tonéis, bem como uma carraca de mantimentos com 110 tonéis, sem nome ou São Miguel, segundo alguns historiadores.
Sendo a mais leve e rápida da frota, foi a primeira embarcação a regressar a Lisboa a 10 de Julho de 1499 sob o comando de Nicolau Coelho e tendo como piloto Pêro Escobar, que mais tarde acompanhariam a frota de Pedro Álvares Cabral na sua viagem de descoberta do Brasil em 1500.

## Destaques

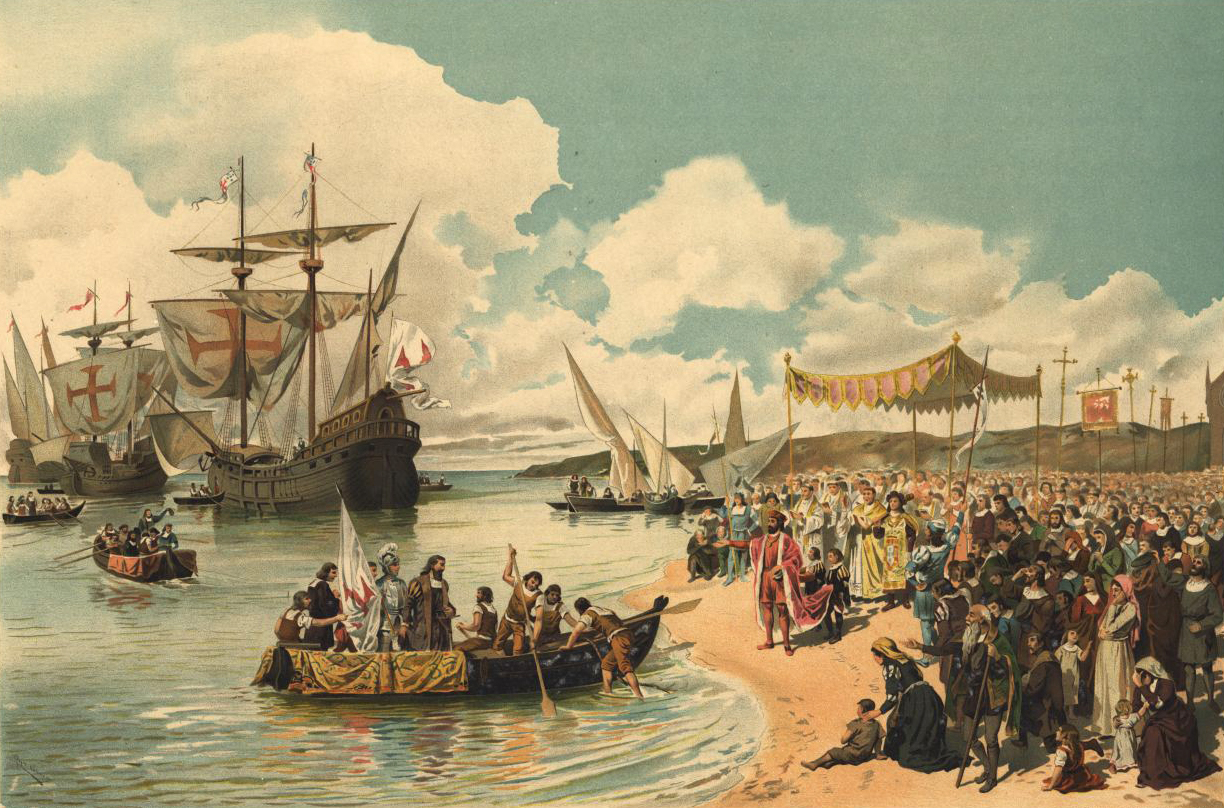
A partida de Vasco da Gama a Índia em 1497
autor: Alfredo Roque Gameiro (1864-1935)
Biblioteca Nacional de Portugal

Figura esta caravela nas notas de 2.000$00 e de 10.000$00 da República Portuguesa em série evocativa do 5º Centenário dos Descobrimentos Portugueses, bem como numa colecção da Fosforeira Portuguesa; ainda consta de uma colecção de 3 medalhas comemorativas da Grande Regata Vasco da Gama 98, Lisboa Sail ’98, editadas pela APORVELA em colaboração com o Banco Português de Investimentos.
Existe um modelo à escala 1:500 na Sala dos Descobrimentos do Museu de Marinha em Lisboa.
Há dúvidas sobre se o navio Bérrio seria uma caravela latina, ou uma caravela redonda (utilizada pelos navegadores portugueses desde, pelo menos, 1470) conforme parece desenhada no “Livro das Armadas”, ou mesmo uma nau conforme se poderá deduzir do relato da viagem de Álvaro Velho no livro “Roteiro”.

## Outras embarcações
O nome de Bérrio volta a ser usado num navio com 400 toneladas da Marinha Portuguesa, mandado construir em França durante o reinado de D. Carlos (1898), e posteriormente (1930) transformado em navio-hidrográfico, tendo sido utilizado no levantamento da costa de Moçambique e entretanto abatido ao efectivo.
Nas comemorações do 5º Centenário dos Descobrimentos Portugueses foi encomendado aos estaleiros de Samuel & Filhos, de Vila do Conde, a construção da caravela Bartolomeu Dias (presentemente na África do Sul) e algum tempo depois a Boa Esperança (ambas réplicas de 20 metros e dois mastros), sendo a última propriedade da APORVELA e que navega sob o comando de João da Costa Lopes.
Recentemente (1993) a Armada Portuguesa baptizou de NRP Bérrio um navio reabastecedor de esquadra com 11.485 toneladas construído no Reino Unido (1970) e pertencente à classe Rover, navios conhecidos pela sua solidez e capacidade de operar nas condições de mar mais desfavoráveis, que se tornou conhecido por ter acompanhado a fragata NRP Vasco da Gama durante o conflito na Guiné-Bissau (1998).